# Megalomys luciae
Megalomys luciae és una espècie extinta de rosegador de la família dels cricètids. Era endèmica de l'illa caribenya de Saint Lucia. No se sap gaire cosa sobre el seu hàbitat i la seva història natural. Es creu que la causa de la seva extinció fou la introducció de mangostes a l'illa. Era aproximadament igual de gros que un gat petit i tenia el ventre més fosc que M. desmarestii.